# Steampunk (antologia)
Steampunk – antologia wydana w 2008, pod redakcją Ann i Jeffa VanderMeerów. Została opublikowana nakładem Tachyon Publications. W 2009 zdobyła nominacje do World Fantasy Award. Polską edycję wydała oficyna ArsMachina w 2011.
W polskim wydaniu nie znalazł się utwór Michaela Chabona The Martian Agent, A Planetary Romance, ze względu na brak zgody wydawcy anglojęzycznego.

## Spis utworów
- Ann VanderMeer i Jeff VanderMeer PRZEDMOWA: Steampunk: „To mechaniczny wszechświat, Wiktorio” (Preface: Steampunk: „It’s a Clockwork Universe, Victoria”)
- Jess Nevins(inne języki) WSTĘP: Dziewiętnastowieczne korzenie steampunka (Introduction: The 19th-Century Roots of Steampunk)
- Michael Moorcock Błogosławieństwo: Fragment powieści Warlord of the Air (Benediction)
- James P. Blaylock(inne języki) Maszyna Lorda Kelvina (Lord Kelvin's Machine)
- Ian R. MacLeod Dar Ust (The Giving Mouth)
- Mary Gentle(inne języki) Słońce na Poddaszu (A Sun in the Attic)[7]
- Jay Lake Nadciąga Bóg Klaun (The God-Clown is Near)
- Joe R. Lansdale(inne języki) Spotkanie parowego człowieka z prerii i Mrocznego Jeźdźca: powieść wagonowa (The Steam Man of the Prairie and the Dark Rider Get Down: A Dime Novel)
- Molly Brown Klub Księżycowego Ogrodnictwa (The Selene Gardening Society)
- Ted Chiang Siedemdziesiąt Dwie Litery (Seventy-Two Letters)
- Paul Di Filippo Wiktoria (Victoria)
- Rachel E. Pollock Odbite Światło (Reflected Light; w pierwszym wydaniu błędnie wydrukowana jako Rachel E. Pollack[1][8])
- Stepan Chapman Minuty Ostatniego Spotkania (Minutes of the Last Meeting)
- Neal Stephenson Ustęp z »Trzeciego i Ostatniego Tomu Plemion Wybrzeża Pacyfiku« (Excerpt from the Third and Last Volume of «Tribes of the Pacific Coast»)
- Rick Klaw(inne języki) Parowy Wehikuł Czasu: Ujęcie Popkulturowe (The Steam-driven Time Machine: A Pop Culture Survey)
- Bill Baker Steampunk graficzno-sekwencyjny: steampunk w komiksach (The Essential Sequential Steampunk)